# Ronde van Spanje 1977/Startlijst
Deze pagina bevat de startlijst van de 32e Ronde van Spanje die op zaterdag 26 april 1977 van start ging in Dehesa de Campoamor. In totaal deden er 7 ploegen mee aan de rittenkoers die op zondag 15 mei eindigde in Miranda de Ebro. Iedere ploeg ging met tien renners van start, wat het totaal aantal deelnemers op 70 bracht.

## Overzicht

### KAS-Campagnolo
| rugnummer | renner                | prestaties deze ronde                | opmerkingen | eindklassering |
| --------- | --------------------- | ------------------------------------ | ----------- | -------------- |
| 1         | José Pesarrodona      |                                      |             | 8e             |
| 2         | Domingo Perurena      |                                      |             | 4e             |
| 3         | Ismael Lejarreta      |                                      |             | 16e            |
| 4         | José Antonio González |                                      |             | 10e            |
| 5         | Rafael Ladrón         |                                      |             | 18e            |
| 6         | José Nazabal          | Winnaar: 18e etappe                  |             | 21e            |
| 7         | José Viejo            |                                      |             | 5e             |
| 8         | Carlos Ocaña Crespo   |                                      |             | 20e            |
| 9         | Andrés Oliva          | 3e, 6e, 7e, 8e, 10e, 11a, 11b etappe |             | 17e            |
| 10        | Eulalio García        |                                      |             | 19e            |
|           | Team                  |                                      |             |                |

### Frisol-Gazelle
| rugnummer | renner            | prestaties deze ronde | opmerkingen                   | eindklassering |
| --------- | ----------------- | --------------------- | ----------------------------- | -------------- |
| 11        | Luis Ocaña        |                       |                               | 22e            |
| 12        | Fedor den Hertog  | Winnaar: 3e etappe    | Niet gestart in de 18e etappe | DNF            |
| 13        | Cees Priem        | Winnaar: 10e etappe   | Niet gestart in de 12e etappe | DNF            |
| 14        | Roger Loysch      |                       |                               | 46e            |
| 15        | Geert Malfait     |                       | Opgave in de 14e etappe       | DNF            |
| 16        | Paul Wellens      |                       |                               | 28e            |
| 17        | André Romero      |                       |                               | 29e            |
| 18        | Jean-Pierre Baert |                       |                               | 26e            |
| 19        | Paul Clinckaert   |                       | Opgave in de 3e etappe        | DNF            |
| 20        | Benny Schepmans   |                       |                               | 38e            |
|           | Team              |                       |                               |                |

### Novostil-Gios
| rugnummer | renner                        | prestaties deze ronde | opmerkingen            | eindklassering |
| --------- | ----------------------------- | --------------------- | ---------------------- | -------------- |
| 21        | Luis Alberto Ordiales         | Winnaar: 17e etappe   |                        | 27e            |
| 22        | José Manuel García Rodríguez  |                       |                        | 12e            |
| 23        | Custódio Mazuela Castillo     |                       |                        | 31e            |
| 24        | Félix Suárez Colomo           |                       | Opgave in de 7e etappe | DNF            |
| 25        | José Luis Enfedaque Planillas |                       | Opgave in de 7e etappe | DNF            |
| 26        | Jorge Fortia                  |                       |                        | 42e            |
| 27        | Blas Domingo Llido            |                       | Opgave in de 7e etappe | DNF            |
| 28        | Fernando Cabrero              |                       | Opgave in de 7e etappe | DNF            |
| 29        | Ignacio Macho Ortega          |                       |                        | 53e            |
| 30        | Isidro Juárez                 |                       |                        | 49e            |
|           | Team                          |                       |                        |                |

### Ebo-Superia
| rugnummer | renner               | prestaties deze ronde | opmerkingen                      | eindklassering |
| --------- | -------------------- | --------------------- | -------------------------------- | -------------- |
| 31        | Ferdi Van Den Haute  |                       |                                  | 44e            |
| 32        | Ludo Loos            |                       |                                  | 14e            |
| 33        | Dirk Ongenae         |                       | Opgave in de 18e etappe          | DNF            |
| 34        | Jos Schipper         |                       | Buiten de tijdslimiet 12e etappe | DNF            |
| 35        | Julien Stevens       |                       |                                  | 52e            |
| 36        | Hugo Van Gastel      |                       |                                  | 40e            |
| 37        | Alain Desaever       |                       |                                  | 51e            |
| 38        | Hendrik Vandenbrande |                       |                                  | 37e            |
| 39        | Frank Arijs          |                       |                                  | 54e            |
| 40        | Johan Van Uffel      |                       | Opgave in de 3e etappe           | DNF            |
|           | Team                 |                       |                                  |                |

### Teka
| rugnummer | renner               | prestaties deze ronde                                                                 | opmerkingen                | eindklassering |
| --------- | -------------------- | ------------------------------------------------------------------------------------- | -------------------------- | -------------- |
| 41        | Joaquim Agostinho    |                                                                                       |                            | 15e            |
| 42        | Miguel María Lasa    |                                                                                       |                            | 2e             |
| 43        | Francisco Elorriaga  |                                                                                       |                            | 24e            |
| 44        | Agustín Tamames      |                                                                                       |                            | 11e            |
| 45        | Fernando Mendes      |                                                                                       |                            | 13e            |
| 46        | Klaus-Peter Thaler   |                                                                                       |                            | 3e             |
| 47        | Pedro Torres         | Winnaar: 15e etappe 1e, 2e, 4e, 5e, 9e, 12e, 13e, 14e, 15e, 16e, 17e, 18e, 19e etappe | Winnaar van Bergklassement | 9e             |
| 48        | Andrés Gandarias     |                                                                                       |                            | 32e            |
| 49        | Bernardo Alfonsel    |                                                                                       |                            | 39e            |
| 50        | Carlos Melero García | Winnaar: 14e etappe                                                                   |                            | 23e            |
|           | Team                 |                                                                                       |                            |                |

### Flandria-Velda
| rugnummer | renner                 | prestaties deze ronde | opmerkingen                                       | eindklassering |
| --------- | ---------------------- | --- | ------------------------------------------------- | -------------- |
| 51        | Freddy Maertens        | Winnaar: Proloog, 1e, 2e, 5e, 6e, 7e, 8e, 9e, 11a, 11b, 13e, 16e en 19e etappe Proloog, 1e, 2e, 3e, 4e, 5e, 6e, 7e, 8e, 9e, 10e, 11a, 11b, 12e, 13e, 14e, 15e, 16e, 17e, 18e en 19e etappe 1e, 2e, 3e, 4e, 5e, 6e, 7e, 8e, 9e, 10e, 11a, 11b, 12e, 13e, 14e, 15e, 16e, 17e, 18e en 19e etappe | Winnaar Ronde van Spanje 1977 en Puntenklassement | 1e             |
| 52        | Michel Pollentier      | Winnaar: 4e etappe |                                                   | 6e             |
| 53        | Marc Demeyer           | |                                                   | 33e            |
| 54        | Albert Van Vlierberghe | |                                                   | 35e            |
| 55        | Mariano Martínez       | |                                                   | 41e            |
| 56        | Walter Naegels         | | Opgave in de 3e etappe                            | DNF            |
| 57        | Pol Verschuere         | |                                                   | 30e            |
| 58        | Jos Van De Poel        | |                                                   | 43e            |
| 59        | Lieven Malfait         | | Buiten de tijdslimiet in de 12e etappe            | DNF            |
| 60        | Roger Verschaeve       | |                                                   | 48e            |
|           | Team                   | |                                                   |                |

### Magniflex-Torpado
| rugnummer | renner              | prestaties deze ronde | opmerkingen                            | eindklassering |
| --------- | ------------------- | --------------------- | -------------------------------------- | -------------- |
| 61        | Giuseppe Perletto   | Winnaar: 12e etappe   |                                        | 25e            |
| 62        | Wilmo Francioni     |                       |                                        | 36e            |
| 63        | Sigfrido Fontanelli |                       | Opgave in de 19e etappe                | DNF            |
| 64        | Giancarlo Tartoni   |                       | Opgave in de 19e etappe                | DNF            |
| 65        | Daniele Tinchella   |                       |                                        | 50e            |
| 66        | Gary Clively        |                       |                                        | 7e             |
| 67        | Michael Neel        |                       | Buiten de tijdslimiet in de 13e etappe | DNF            |
| 68        | Jean-Claude Fabbri  |                       |                                        | 45e            |
| 69        | Thierry Bolle       |                       |                                        | 47e            |
| 70        | Jesús Manzaneque    |                       |                                        | 34e            |
|           | Team                |                       |                                        |                |

## Deelnemers per land
| Deelnemers | Land                                                |
| ---------- | --------------------------------------------------- |
| 29         | Spanje                                              |
| 24         | België                                              |
| 6          | Italië                                              |
| 3          | Nederland                                           |
| 2          | Frankrijk, Portugal                                 |
| 1          | Australië, Duitsland, Zwitserland, Verenigde Staten |